# Йодометрия
Йодометрията е дял от редоксиметрията, при който се използват окислително-редукционните свойства на двойката йод/йодидни йони. В йодометрията, като индикатор в титрантa се използва скорбяла, която се добавя след като разтвора добие светложълт цвят и при достигане на еквивалентния пунк го оцветява в синьо-виолетово.

## Основна реакция в йодометрията
2I- + red -> I2 + ox

## Приложение
Използва се за определяне на манганова и хромова киселина, сероводород, водороден прекис и др.